# Ernie Krivda
Ernie Krivda, cuyo nombre de nacimiento es Krvda Ernö (Cleveland, Ohio, 6 de febrero de 1945) es un saxofonista estadounidense de jazz.

## Historial
Ernie Krivda comenzó su carrera profesional en 1963, en la big band de Jimmy Dorsey. Durante los años 1960, tocó en las bandas de dos leyendas de Cleveland, el organista Eddie Baccus y el guitarrista Bill DeArango. Después, a comienzos de la década de 1970, se convirtió en el líder de la banda estable del "Smiling Dog Saloon". En dicho local, compartió el escenario con músicos como Chick Corea, Elvin Jones, Herbie Hancock y muchos otros. Fue Cannonball Adderley quien, tras escucharlo, se lo recomendó a Quincy Jones. Después de girar y grabar con Jones, Krivda se trasladó a nueva York y firmó contrato con el sello discográfico Inner City Records. Los álbumes editados con Inner City recibieron una buena crítica.
Krivda ha grabado un total de dieciocho discos, y ha participado en numerosos certámenes, como el Kool Jazz Festival, el North Sea Jazz Festival y en las temporadas del Carnegie Hall. Ya en los años 1990, Krivda realizó nuevas grabaciones para Cadence, Koch International y C.I.M.P. Records. Fue durante este periodo cuando fundó The Fat Tuesday Big Band, en Northeast Ohio. Sus giras incluyeron conciertos en Los Ángeles, Chicago y Nueva York.
Permanece en activo como educador, como Director Artístico del "Programa de Estudios de Jazz" en el Cuyahoga Community College, en Cleveland, Ohio y realizando clinics para Yamaha. Entre sus actuaciones, destaca un homenaje a Stan Getz en el Severance Hall de Cleveland, hogar de la Cleveland Orchestra en donde Krivda interpretó el "Focus" de Eddie Sauter. Fue la primera interpretación de esta pieza desde que Getz la tocara en 1961. Krivda está considerado como uno de los representantes del nuevo tradicionalismo.